# 宇宙開発における事故

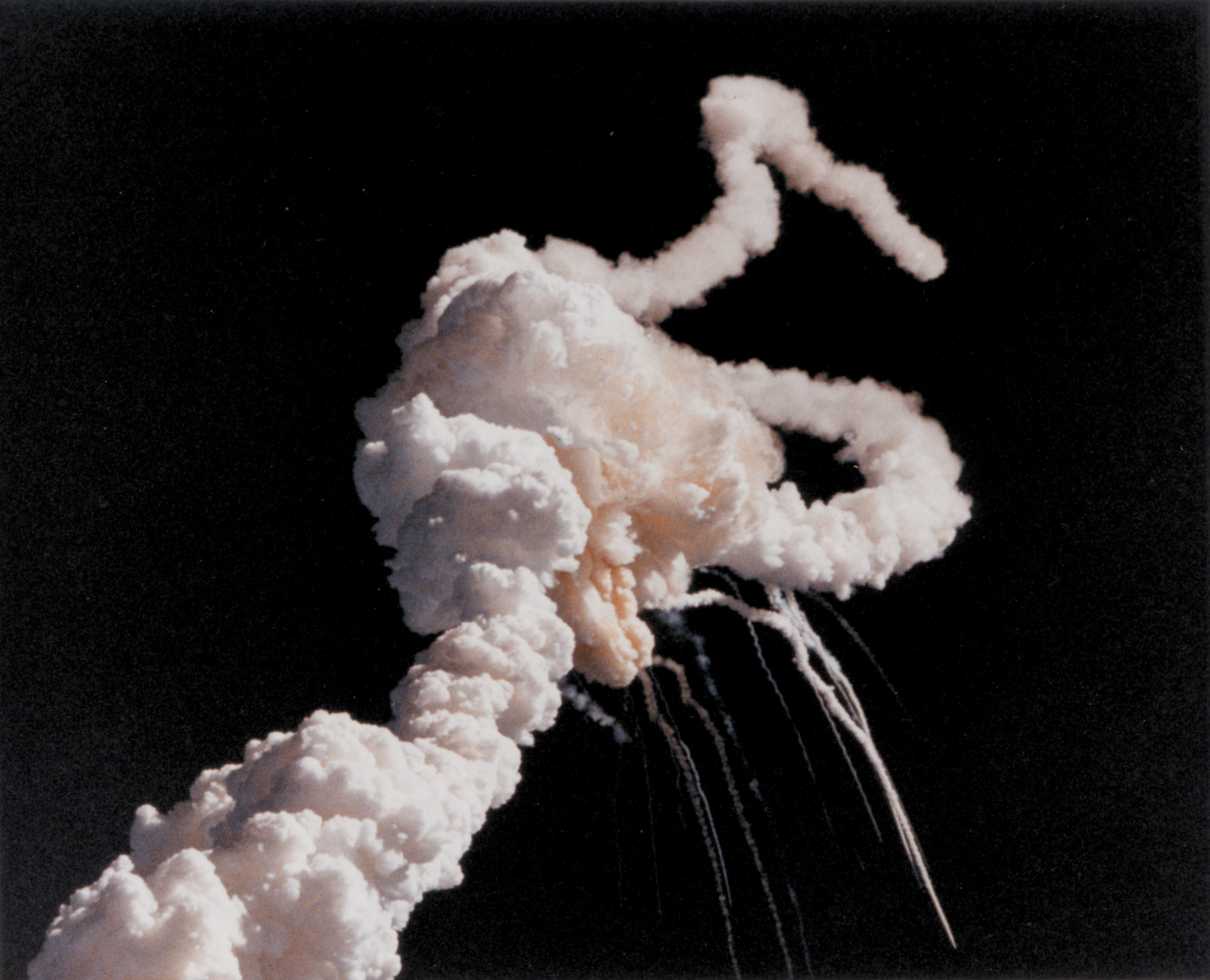
チャレンジャー号爆発事故（1986年）
発射から73秒後に、固体ロケットブースタから漏れた高温の気体が外部燃料タンクに穴を開け、漏れた燃料に引火し爆発した。この事故により7人の乗組員全員の命が奪われた。

宇宙開発における事故（うちゅうかいはつにおけるじこ）では、宇宙開発に関係する重大事故に関して記述する。

## 概要
宇宙飛行士の死亡事故は、過去に数多く起こっている。2007年までに、飛行中の事故で19名が死亡し、訓練中の事故で11名が死亡している。
宇宙船の打ち上げ/再突入の事例のおよそ2%で、乗務員が死亡している。これはソユーズとスペースシャトルでほぼ同じ割合である。ほかの発射方法については、X-15（弾道飛行を行うロケットプレーン）を除くと、妥当な安全率が算出できるほど打ち上げ回数は多くない。また、打ち上げ経験者のおよそ5%が死亡している（上記の2%との違いの理由は、宇宙飛行士は多くの場合複数回の打ち上げを経験するからである）。
2004年11月現在、439名（ロシア/ソビエト連邦:96名、アメリカ:277名、その他:66名）が宇宙飛行を経験しているなかで、22名が宇宙船の中で死亡している。内訳は、アポロ1号で3名、ソユーズ1号で1名、X-15-3で1名、ソユーズ11号で3名、スペースシャトル・チャレンジャーで7名、スペースシャトル・コロンビアで7名である。
また、宇宙計画によって、18名のNASAの宇宙飛行士（4.1%）と、4名のロシアの宇宙飛行士（打ち上げ経験者の0.9%）が宇宙船搭乗中に死亡している。アポロ1号（発射前の火災）とX-15-3が宇宙飛行に含められるのであれば、全体の5%（22/439）が、宇宙飛行中に死亡している。これにはロジャー・チャフィー（アポロ1号乗組員中の1名であるが宇宙に行った経験はない）と、マイケル・J・アダムス（宇宙の範囲についての国際的な定義であるカーマン・ラインには到達していないが、アメリカの定義によれば到達した。下記を参照）を宇宙飛行経験者に含めており、アポロ1号乗組員の3名とアダムスを死亡者に含めている。この事例を除外するならば、全体の4%（18/437）が宇宙飛行中に死亡したといえる。
ソユーズの事故で4名が、スペースシャトルの事故で14名が死亡している。1971年以来、ソユーズの飛行では死亡事故は起こっておらず、ソユーズの乗組員の死亡確率は2%以下に下がっている。
宇宙開発に関連する事故では、宇宙飛行士以外の人間も犠牲になっている。整備員や技術者、近隣住民ら、少なくとも71名が死亡している。

## 飛行中の死亡事故
飛行中の死亡事故は2016年までに6回あり、20名が死亡している。宇宙空間(高度100km以上)で発生した事故はソユーズ11号だけである。

### ソユーズ1号 (1967年4月24日)
ソビエトの宇宙飛行士ウラジーミル・コマロフが、ソユーズ1号に搭乗中に死亡した。
この宇宙船は、打ち上げ以前に多数の設計上の欠陥が指摘され、無人試験飛行にも成功しなかったにもかかわらず、ソ連当局は改修せずに有人飛行を強行した。飛行中には重大なトラブルが立て続けに発生し、最終的には大気圏再突入時にカプセルのパラシュートが適切に開かず、カプセルは地面に激突して炎上した。

### X-15・3号機 (1967年11月15日)
アメリカ合衆国の空軍パイロットマイケル・J・アダムスが、ロケットプレーンX-153号機で弾道飛行中に死亡した。
アダムスはNASA/USAFのX-15プログラムに従事していた。その7回目の飛行であるX-15 3-65-97便としての飛行中、最初に電気系統に問題が起きた。機体が最高点に達したときに制御の問題を引き起こした。そのときパイロットも混乱した可能性がある。最高高度266,000フィート（81.1km）からの再突入時に、X-15はコントロールを失って横方向に進路をそれ、マッハ5のスピードでスピンを始め、回復できなくなった。およそ65,000フィート（19.8km）の高度で、過度の加速度によってX-15は分解した。
アダムスは死後、宇宙飛行士バッジ（en:Astronaut Badge）を授与された。これは彼が、（アメリカの宇宙空間の定義である）高度50マイル（80.5km）を突破したことによるものである。ただし、この飛行は国際的な宇宙空間の定義である高度100km（62.1マイル）に達していないため、専門的にはこの事故が「宇宙飛行事故」として数えられるかどうかについて異論がある。

### ソユーズ11号 (1971年6月30日)
ソビエトの宇宙飛行士のゲオルギー・ドブロボルスキー、ビクトル・パツァーエフ、ウラディスラフ・ボルコフが、ソユーズ11号に搭乗中に死亡した。
宇宙ステーションサリュート1号に3週間滞在し、分離した後、逆噴射を行って再突入に備えてモジュールを分離した時に、彼らの乗った宇宙船の換気用の弁が開くという不慮の事態が発生して空気が宇宙空間に漏れた。カプセル自体は通常通り再突入し、着地したが、回収チームがカプセルを開いたときには彼らは窒息死していた。宇宙空間（高度100km以上）で起こった唯一の死亡事故である。

### スペースシャトル・チャレンジャー号 (1986年1月28日)
ミッションSTS-51-Lに従事するスペースシャトル・チャレンジャーは打ち上げ73秒後に空中分解し、乗員7名が死亡した。事故原因は、打ち上げ準備中に到来した寒波のために固体燃料補助ロケットの部品に劣化が生じ、飛行中に高温のガスが漏出したことである。NASAは事故の可能性を事前に警告されていたが、打ち上げを強行した。

### スペースシャトル・コロンビア号 (2003年2月1日)
ミッションSTS-107に従事するスペースシャトル・コロンビアは、大気圏再突入時に空中分解し、乗員7名が死亡した。事故原因は、打ち上げ時に翼前縁の耐熱システムが損傷していたためである。NASAは事故の可能性を事前に警告されていたが、再突入まで何ら対応しなかった。

### スペースシップツー・1号機 (2014年10月31日)
宇宙旅行会社ヴァージン・ギャラクティックの弾道飛行スペースプレーン・スペースシップツー1号機が墜落し、乗員2名が死傷した。事故原因は可変翼に関するパイロットの操作ミスと、ヒューマンエラーを防ぐ仕組みの欠如が指摘されている。

## 訓練中の死亡事故

### アポロ1号 (1967年1月27日)
アメリカ合衆国の宇宙飛行士ガス・グリソム、エドワード・ホワイト、ロジャー・チャフィーがアポロ1号の司令船で訓練中、火災に見舞われ死亡した。
船内が高圧の純粋酸素で満たされていたことが、事故原因の一つとして数えられる。

## 各国の主な事故

### ソビエト連邦・ロシア連邦
- 1960年10月24日 - ニェジェーリンの大惨事
大陸間弾道ミサイルR-16が打ち上げ直前に突然爆発。90～150人死亡。
- 1967年4月24日 - ソユーズ1号帰還失敗
大気圏再突入時にパラシュートが正常に開かず地上に激突。宇宙飛行士1人死亡。
- 1971年6月30日 - ソユーズ11号帰還失敗
大気圏再突入の準備中に宇宙船内の空気が失われた。宇宙飛行士3人死亡。
- 1973年6月26日 - コスモス3Mロケット打ち上げ失敗
9人死亡。
- 1975年4月5日 - ソユーズ18a号打ち上げ失敗
打ち上げ後にロケットが異常を起こした。高度145kmでカプセルが緊急分離され宇宙飛行士2人は生還。
- 1980年3月18日 - ボストーク2Mロケット爆発
地上で過酸化水素を充填中のボストーク2Mロケットが爆発。48人死亡[2][3]。
- 1983年9月26日 - ソユーズT-10-1火災事故
打ち上げ直前にロケットが炎上・爆発。爆発2秒前に打ち上げ脱出システムが作動し、宇宙飛行士2人は生還。
- 1997年2月23日 - 宇宙ステーション・ミール火災
ミールの「クバント1」モジュールで火災が発生し、船内に有毒ガスが充満した。宇宙飛行士は無事だった。
- 1997年6月25日 - ミール減圧
ミールの「スペクトル」モジュールに無人輸送船プログレスM-34が衝突し、減圧が発生した。宇宙飛行士は無事だった。
- 2002年10月15日 - ソユーズ-Uロケット打ち上げ失敗
ソユーズロケット（フォトンM1を搭載）が打ち上げ29秒後に墜落。1人死亡、8人負傷。
- 2018年10月11日 - ソユーズMS-10打ち上げ失敗
打ち上げ後にロケットが異常を起こした。打ち上げ脱出システムが作動し、宇宙飛行士2人は生還。

### アメリカ合衆国
- 1964年4月14日 - デルタロケット暴発事故
デルタロケット3段目が地上で暴発。3人死亡、8人負傷。
- 1966年3月16日 - ジェミニ8号
衛星軌道上で宇宙船の姿勢制御ロケットが暴発し、船体が異常な速度で回転。飛行中止を余儀なくされた。宇宙飛行士2人生還。
- 1967年1月27日 - アポロ1号火災事故
地上訓練中に司令船が炎上。船内にいた宇宙飛行士3人が死亡。
- 1970年4月13日 - アポロ13号爆発事故
月への途上で機械船の液体酸素タンクが爆発。宇宙飛行士3人は生還。
- 1986年1月28日 - チャレンジャー号爆発事故
スペースシャトル「チャレンジャー」が打ち上げ直後に空中分解した。宇宙飛行士7人死亡。
- 2003年2月1日 - コロンビア号空中分解事故
スペースシャトル「コロンビア」が大気圏再突入時に空中分解した。宇宙飛行士7人死亡。
- 2014年10月31日 - スペースシップツー墜落事故
宇宙旅行会社ヴァージン・ギャラクティックの弾道飛行スペースプレーン「スペースシップツー」が墜落した。乗員2名死傷。

### 中華人民共和国
- 1996年2月15日 - 長征3Bロケットの打ち上げ失敗
長征3Bロケット1号機が打ち上げ直後に制御不能に陥り、近隣の村に墜落。中国政府の公式確認では死者56名、西側メディアの推測では死者は数百名ともいわれている。

### ブラジル
- 2003年8月22日 - ブラジルロケット爆発事故
VLS-1ロケット1段目が地上で暴発。21人死亡。

### 日本
- 1962年5月24日 - K-8-10ロケット爆発事故
秋田ロケット実験場でK-8-10ロケット10号機が打ち上げ直後に爆発。周囲を巻き込んで火災を発生させた。死傷者はなかったが、実験場が閉鎖された[4]。
- 1991年8月8日 - LE-7ロケットエンジン破裂事故
愛知県小牧市の三菱重工の工場で、試験中のLE-7ロケットエンジンが破裂。1人死亡。
- 2023年7月14日 - イプシロンSロケットエンジン爆発事故
能代ロケット実験場でイプシロンSの2段目のロケットエンジンの燃焼試験中に爆発事故が発生。死傷者はなし[5]。
- 2024年11月26日 - イプシロンSロケットエンジン爆発事故
種子島宇宙センターでイプシロンSの2段目ロケットエンジンの燃焼試験中に爆発事故が発生。死傷者はなし[6]。

## 参考
- Space burial — Space disasters
- Fallen Astronaut
- スペース・ミラー・メモリアル
- Lost cosmonauts
- Criticism of the Space Shuttle program
- Conspiracy theory
- ユディカ・コルディーリア兄弟